# صغيرات على الحياة (مسلسل)
صغيرات على الحياة، مسلسل تلفزيوني كويتي، من إخراج محمد السيد عيسى، وتأليف السيد حافظ.

## الممثلون
شارك في المُسلسل عددًا من الفنانين:
- حياة الفهد بدور «شريفة».
- محمد جابر بدور «جمعة».
- إبراهيم الحربي بدور «أحمد».
- عبد الإمام عبد الله بدور «خالد أبو أحمد».
- زينب الضاحي بدور «عائشة».
- داود حسين بدور «فتحي».
- هند كامل بدور  «إبتسام».
- صالح حمد (أمبيريك) بدور «أبو فتحي».
- عصرية الزامل بدور «آمنة».
- منى عيسى بدور «سلمى».
- غادة حمدي بدور «سميرة».
- جمال الردهان بدور «فوزي».
- أنوار أحمد بدور «سوسن».
- بدر الطيار.
- عبد الله العتيبي.
- ثائر شامل.
- باتريشيا همر.
- عبد المحسن السهيل بدور «الدكتور».
- فؤاد جعفر.
- محمد الكاشف.
- نواف الشمري.
- إبراهيم داوود.
- عادل أحمد.
- فطوم حيدر بدور «طفلة».
- عيسى الأمير بدور «طفل».
- محمد السريع «علي - ضيف شرف».
- مريم الصالح «أم وليد - ضيفة الحلقات».
- سليمان الياسين «وليد - ضيف الحلقات».
- نسيمة طعمة.

## وصلات خارجية
- مسلسل صغيرات على الحياة على قاعدة بيانات الأفلام العربية.